# Lycanthrope
«Lycanthrope» (Licántropo en español) es un sencillo de la banda +44 de su álbum debut When Your Heart Stops Beating. Fue originalmente lanzado en el sitio web oficial de la banda a finales de 2006, entregándole a sus fanes una segunda muestra de la nueva música de la banda, después de la publicación de un mix de la canción No, It Isn't, también en su sitio web. Es el primer sencillo lanzado en Reino Unido y ha sido lanzado en vinilos de 7 pulgadas.
La edición de diciembre de Alternative Press escribió esto sobre la canción:

HOPPUS: Me encanta la primera línea de la canción, dice "I wake up at the end of a long, dark, lonely year/it's bringing out the worst in me." (Desperté al final de un largo, oscuro y solitario año/está sacando lo peor de mí.) Y simplemente empieza; no hay intro, no hay estructura, sólo empieza.

BARKER: Creo que tiene una gran introducción. No hay canción que no podamos empezar con eso, que es lo que revela como todo el disco suena. 
Esto te mantiene pensando en lo que viene.

## Lista de canciones
Vinilo de 7 pulgadas de Reino Unido
- «Lycanthrope» - 3:57
- «145» ("155" en acústico) - 3:35

## Trivia
- Un "Licántropo"(Lycanthrope) es una persona que sufre de Licantropía.
- La canción está disponible en Guitar Hero World Tour como contenido descargable.
- La canción también está en la banda sonora de Tony Hawk's Project 8.